# Einar Zangenberg

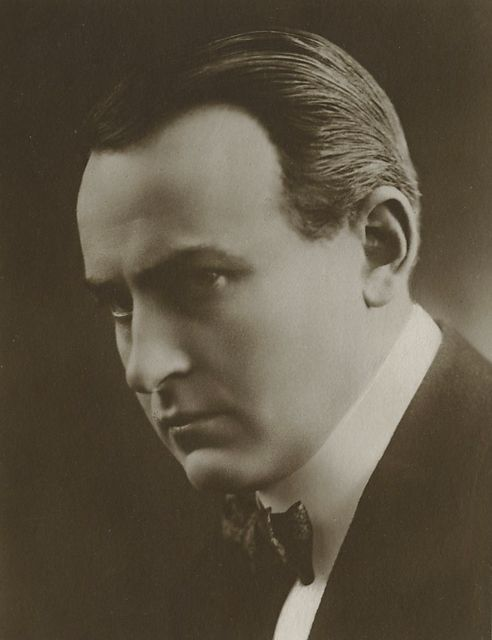
Einar Zangenberg

Einar Zangenberg (* 22. Dezember 1882 in Kopenhagen; † 24. Oktober 1918 in Wien) war ein dänischer Schauspieler, Filmregisseur, Filmproduzent und ein Pionier des mitteleuropäischen Films.

## Biografie
Der gebürtige Kopenhagener hatte seine Bühnenausbildung zur Zeit der Jahrhundertwende am Königlichen Theater seiner Heimatstadt erhalten und trat anschließend an mehreren Privatbühnen der dänischen Kapitale auf.
Als einer der ersten Künstler seines Landes stieß der Schauspielersohn bereits 1910 zur kaum entwickelten Kinematographie. Einar Zangenberg wurde von der Produktionsfirma Nordisk zum Leinwandidol aufgebaut und wurde einer der produktivsten Darsteller des frühen Stummfilms. Man sah ihn vor allem in Inszenierungen August Bloms. Er spielte Galane und Edelmänner wie den Grafen Leo Zachochin in Dødsflugten und den von Plessen in Das Recht der Jugend. In dem abenteuerlichen Sensationskrimi Dr. Gar-el-Hama, der Orientale jagte er als distinguierter Detektiv Newton den titelgebenden Schurken.
Neben der Arbeit als sportiver Filmschauspieler gewann die Filmregie noch vor dem Ersten Weltkrieg immer stärkere Bedeutung in der Laufbahn des begeisterten Hobbyfliegers – Zangenberg galt als erster Schauspieler Dänemarks, der ein Flugzeug steuern konnte. Rund drei Jahre (1912–15) lang war Einar Zangenberg Künstlerischer Leiter und Hausregisseur der Kinografen, der in dieser Zeit fast alle Filme dieser Firma, darunter zahlreiche Kriminalmelodramen und Schauergeschichten, inszenierte. Zahlreiche seiner Arbeiten wurden auch in den Kinos des kaiserlichen Deutschlands aufgeführt und brachten ihm im Reich große Popularität ein.
Kurz vor Kriegsausbruch 1914 folgte Zangenberg dem Strom zahlreicher dänischer Filmschaffender in Richtung Berlin. In der deutschen Hauptstadt führte Zangenberg während des Ersten Weltkriegs für die Firmen PAGU und Flora-Film bei einer Reihe von Filmen Regie – vor allem Dramen und Kriminalgeschichten.
1917 ging Einar Zangenberg nach Wien, um mit Das Kind meines Nächsten einen von oberster Stelle geförderten Propagandafilm für die Fürsorge kriegsgeschädigter Kinder zu produzieren. Kaiserin Zita trat höchstpersönlich vor die Kamera, Zangenberg selbst hatte die Hauptrolle. Mit der A-Zet-Film besaß er auch seine eigene österreichische Produktionsfirma. Ende April 1918 verließ er seinen angestammten Wiener Wohnsitz. Angeblich starb Zangenberg in geistiger Umnachtung, laut Nachruf in der Neuen Kino-Rundschau vom 26. Oktober 1918 starb er in einem Sanatorium nach einer Magenoperation.

## Filmografie
als Schauspieler:
| - 1910: Die weiße Sklavin - 1910: Magdalene, die Tochter des Arbeiters (Magdalene) - 1910: Wer ist sie? (Hvem er hun? / Madame X) - 1910: Der Verräter (Forræderen) - 1910: Die Vogelscheuche (Fugleskræmslet) - 1910: Das Findelkind (Hittebarnet) - 1910: Kean / Der Schauspieler und der Prinz (Kean / Skuespilleren og prinsen) - 1910: Der Wilddieb (Krybskytten) - 1910: Robinson Crusoe (Robinson Crusoe) - 1910: Hamlet (Hamlet) - 1910: Das Geheimnis des Koffers (Kuffertens hemmelighed) - 1910: Der schwarze Bruder / Schlecht belohnte Bruderliebe (Den sorte Domino) - 1910: Magdalene, die Tochter des Arbeiters (Magdalene, en arbejders datter) - 1910: Aus dem Leben eines Muschiks (Den livegne) - 1910: Die weiße Sklavin, I (Den hvide slavehandel I) - 1910: Das Juwelenkästchen (Sølvdaasen med juvelerne) - 1910: Die beiden Dienstmädchen (To tjenestepiger) - 1910: Die Sünderin / In Fesseln der Liebe (Tyven) - 1910: Die gestohlene „Mona Lisa“ (Mona Lisa) - 1911: Die Hotelratten (Hotelmysterierne) - 1911: Singarée (Jagt på Gentlemanøveren Singarée) - 1911: Der schwarze Doktor (Den svarte doktorn) - 1911: Morfinisten - 1911: Die Liebe der Zigeunerin (Zigeunersken, auch Drehbuch) - 1911: Der Kosakenfürst / Der gerechte Fürst (Kosakfyrsten) - 1911: Dr. Gar-el-Hama, der Orientale (Dr. Gar-el-Hama I: Bedraget i døden) | - 1911: Das Millionentestament (Millionobligationen) - 1911: Das Recht der Jugend (Ungdommens ret) - 1911: Edelmut (Den store flyver) - 1911: Der geheime Minengang (Eksplosionen i den store Kulgrube) - 1911: Der Flieger und die Frau des Journalisten (En lektion) - 1911: Das Opfer des Mormonen (Mormonens offer) - 1911: Das Schicksal eines Erfinders (En opfinders skæbne) - 1911: Enterbte des Glücks / Königsmacht (Folkets vilje) - 1912: Der entsprungene Sträfling / Ein Sommerabenteuer (Eventyr på Fodrejsen) - 1912: Kansleren kaldet Den sorte Panter - 1912: Den sidste hurdle - 1912: Strandingen i Vesterhavet - 1913: Den røde Klub - 1913: Adrianopels hemmelighed - 1913: Ildfluen - 1913: Bristede strenge - 1913: Dødsklippen - 1913: Pierrots kærlighed - 1914: Forbandelsen - 1914: Borgkælderens mysterium - 1916: Das tote Land - 1916: Der Mann im Steinbruch - 1916: Das Geheimnis des Kilometersteins 13 - 1917: Professor Nissens seltsamer Tod - 1918: Das Kind meines Nächsten |

als Regisseur:
| - 1911: Die Todesflucht (Dødsflugten) - 1911: En bryllupsaften - 1912: Kansleren kaldet Den sorte Panter (Mitregie) - 1912: Trofast kærlighed (auch Drehbuch) - 1912: Den sidste hurdle (auch Drehbuchmitarbeit) - 1912: Marconi-Telegrafisten (auch Drehbuchmitarbeit) - 1912: Kvindehjerter (auch Drehbuch) - 1913: Adrianopels hemmelighed - 1913: Ildfluen - 1913: Dødsklippen - 1913: Den store cirkusbrand - 1913: I tronens skygge - 1914: Forbandelsen - 1914: Borgkælderens mysterium | - 1914: Badehotellet - 1914: Die Hochstaplerin - 1915: Statens Kurér - 1915: Den trætte Frederik (auch Drehbuch) - 1915: Die Dame im Glashaus - 1915: Die Liebe zu einer Toten - 1916: Das tote Land - 1916: Der Mann im Steinbruch - 1916: Das Geheimnis des Kilometersteins 13 - 1917: Professor Nissens seltsamer Tod - 1917: Die Tänzerin (nur Produktion) - 1917/18: Das Kind meines Nächsten (auch Produktion) - 1918: Am Maskenball (nur Produktion) - 1918: Im goldenen Eldorado (nur Produktion) - 1918: In einer Nacht (nur Produktion) |